# L.A. (Lied)
L. A. ist ein Rocksong von Amy Macdonald und ihrem Produzenten Pete Wilkinson. Er wurde von der britischen Sängerin Amy Macdonald zunächst auf ihrem ersten Studioalbum This Is the Life veröffentlicht. Das Lied wurde als dritte Single aus dem Album ausgekoppelt und erschien am 15. Oktober 2007 im Vereinigten Königreich.
Auf der 2-Track-Single ist zusätzlich noch das Lied Mr. Brightside (im Original von The Killers) als B-Seite enthalten. Die 3-Track-Single enthält zusätzlich die Lieder Mr Rock & Roll (Live from King Tut’s) und Footballer’s Wife" (Live from King Tut’s). Die B-Seite auf der 7" Vinyl-Platte ist das Lied Footballer’s Wife" (Live from King Tut’s).

## Lied
Das Lied äußert die Gedanken und Gefühle eines lyrischen Ichs, vermutlich eines Mädchens, die um einen Jungen namens J. kreisen. Das Mädchen kennt das Objekt ihrer Fantasie allerdings nur aus Filmen, aus ″L.A.″, und auch er kennt sie nicht, was sie nicht hindert, viel an den Jungen zu denken. Sie bezeichnet sich als eine Träumerin („a dreamer kind“) und ihre Träume drehen sich um den unbekannten Jungen:

„All my dreams are built around your face and this place

All the times I'm staring at the sun, you're the one“

und so stellt sie sich vor, dass ihre Träume eines Morgens Wirklichkeit werden.
Erstaunlicherweise heißt es dann, dass sie glücklich ist, ganz für sich allein zu sein und dass sie niemanden braucht:

„I always thought that I would follow you

Every place and everything you do

But I’m happy to be by myself

I don’t need no one else“

## Musikvideo
Im Video dazu fährt Amy Macdonald mit ihrer Band in einem alten Van durch eine ländliche Gegend, während sie das Lied singt. Auf einem Rummelplatz steigen alle aus und spielen L. A. Das Video wurde in der Gegend um Málaga gedreht.

## Chartplatzierung
In den britischen Singlecharts erreichte das Lied in der ersten Woche Platz 48, in der zweiten Woche rutschte es auf Platz 85 ab.